# FUS de Rabat
FUS de Rabat is een Marokkaanse voetbalclub uit Rabat die speelt in de Botola Pro, de Marokkaanse eerste klasse. De club werd op 10 april 1946 opgericht. De club werd 7 keer Marokkaanse kampioen voor de onafhankelijkheid als Olympique Marocain. In 1946 veranderde de club zijn naam in zijn huidige naam.
In 2007 promoveerde de club terug naar de hoogste klasse en degradeerde al na één seizoen. In 2009 werd de club opnieuw kampioen en sindsdien is het nog actief op het hoogste niveau van Marokko.

## Geschiedenis
Fath Union Sport de Rabat werd opgericht in 1946 toen Marokko onder het Frans protectoraat stond. De club wordt beschouwd als de erfgenaam van Union Sportive de Rabat-Salé, opgericht in 1932, de eerste nationalistische club in Marokko volgens Père Jégo. Deze club werd in 1944 ontbonden door de Franse autoriteiten na de oprichting van Fath Union Sport de Rabat. De Franse autoriteiten weigerde de deelname in de Marokkaanse competities, onder het voorwendsel dat het een nationalistische club was. Het probleem werd uiteindelijk opgelost na een bevel van de koning. In 1973/74 werd de club vice-kampioen met de Belg Léopold Anoul als trainer.

## Prestaties op internationale toernooien
- CAF Confederation Cup:

 2010 - Kampioen
 2011 - Eerste ronde van 16
 2013 - Groepsfase
 2015 - Tweede ronde
 2016 - Halve finale
 2017 - Halve finale
- CAF Cup:

 2002 - Tweede ronde
- CAF Beker der Bekerwinnaars:

1996 - Kwartfinale
- CAF Super Cup:

 2011 -  Tweede plaats 

## Erelijst
- Landskampioenschap (8) (voor onafhankelijkheid onder de naam Olympique Marocain)
  - Winnaar: 1920, 1921, 1923, 1926, 1930, 1936, 1937, 2015/16

- Coupe du Trône (6):
  - Winnaar: 1967, 1973, 1976, 1995, 2010, 2014

- Botola Pro 2 (4):
  - Winnaar: 1962, 1998, 2007, 2009

- CAF Confederation Cup
  - Winnaar: 2010

Hassania Agadir · Chabab Rif Al Hoceima · Renaissance de Berkane · Racing de Casablanca · Raja Casablanca · Wydad Casablanca · Difaa El Jadida · CA Khénifra · Olympique Khouribga · Kawkab Marrakech · Rapide Oued Zem · FAR Rabat · FUS de Rabat · Olympique Safi · Ittihad Tanger · Moghreb Athletic Tétouan